# Афонсиньо
Афонсо Гимарайнс да Силва (порт.-браз. Afonso Guimarães da Silva; 8 марта 1914, Рио-де-Жанейро — 20 февраля 1997, Рио-де-Жанейро), выступавший под именем Афонсиньо (Afonsinho) или Афонсиньо Делегадо (Afonsinho Delegado) — бразильский футболист, полузащитник, игрок сборной Бразилии.

## Карьера
Афонсиньо начал свою карьеру в клубе «Америка» из родного города Рио-де-Жанейро в 1931 году, и сразу же стал чемпионом штата Рио. Следующий год стал неудачным для «Америки», клуб занял только 9 место в чемпионате Рио, проиграв победителю, «Ботафого», 19 очков. Афонсиньо решил уйти из «Америки», тем более его пригласил к себе серебряный призёр первенства Рио, «Фламенго».
В составе «Фла» Афонсиньо провёл два года, первый сезон был скомканным из-за того, что часть команд, среди которых оказался и клуб Афонсиньо, отказалась выступать в первом турнире, а во втором «Фламенго» занял только 6-е место.
В 1935 году Афонсиньо уходит в «Сан-Кристовао», где провёл 5 лет, став главным центром обороны клуба, первой линией, встречающей атаку соперников. В 1936 году его пригласили в сборную, в составе которой он дебютирует 27 декабря в матче с Перу, а всего за национальную команду он сыграл 20 матчей и забил 1 мяч.
В 1937 году «Сан-Кристовао» стал победителем Метрополитано чемпионата Рио, но в главном турнире развить успех команда не смогла. В 1938 году Афонсиньо едет со сборной на чемпионат мира во Францию, там он провёл 3 игры — с Польшей, Чехословакией и Италией, в итоге став бронзовым призёром первенства.
В последний сезон Афонсиньо с «Сан-Кристовао» занял 3-е место в чемпионате Рио. В 1940 году Афонсиньо начал сезон во «Флуминенсе», в этой команде он выступал до конца своей карьеры, став 3 раза с клубом чемпионом Рио, а ещё по разу заняв второе, третье, четвёртое и пятое место в турнире. В 1946 году Афонсиньо завершил карьеру футболиста.

## Достижения
- Победитель чемпионата Рио: 1931, 1940, 1941, 1946